# Noir Casablanca
Noir Casablanca (Les Meutes) è un film del 2023 diretto da Kamal Lazraq, al suo esordio alla regia d'un lungometraggio.

## Trama
Hassan, un criminale dei bassifondi di Casablanca, coinvolge suo figlio Issam in un sequestro apparentemente semplice che finisce però con la morte della vittima. Prima che faccia giorno, i due devono trovare il modo di liberarsi del cadavere senza incorrere nella vendetta dell'uomo che aveva ordinato il sequestro.

## Distribuzione
Il film è stato presentato in anteprima il 19 maggio 2023 nella sezione Un Certain Regard del 76º Festival di Cannes. È stato distribuito nelle sale cinematografiche francesi dalla Ad Vitam a partire dal 19 luglio 2023, in quelle marocchine a partire dal 6 gennaio 2024, mentre in quelle italiane dalla ExitMedia a partire dal 6 giugno 2024.

## Riconoscimenti
- 2023 – Festival di Cannes[6]
  - Premio della giuria Un Certain Regard
  - In concorso per il premio Un Certain Regard
  - In concorso per la Caméra d'or
- 2024 – Premio Lumière[7]
  - Candidatura per la migliore coproduzione internazionale